# Wyrobek (Pieniny)
Wyrobek – duża polana w Pieninach. Znajduje się na północno-wschodnim stoku poniżej przełęczy Szopka.

## Opis polany
Położona jest na wysokości 740–800 m n.p.m. Ma długość 0,6 km, szerokość 0,2 km i powierzchnię 10,5 ha. W 2001 wykupiono od właścicieli z Krościenka część polany o powierzchni 5,3 ha w tym celu, aby można było uchronić ją od zarastania lasem poprzez prowadzenie zabiegów ochrony czynnej: coroczne wykaszanie oraz usuwanie siana.
Dolną część polany Wyrobek nazywano dawniej polaną Limierczyki. Z informacji na tablicy Pienińskiego Parku Narodowego wynika, że obydwie obejmowane są wspólną nazwą Wyrobek. Przez polanę Wyrobek prowadzą 2 szlaki turystyczne zaliczane do najbardziej uczęszczanych w Pieninach.
Polana znajduje się na obszarze Pienińskiego Parku Narodowego, w granicach Krościenka nad Dunajcem, w województwie małopolskim, w powiecie nowotarskim.

## Przyroda
Polanę porastają ciepłolubne łąki pienińskie, oraz ziołorośla z 27 gatunkami roślin znajdujących się na czerwonej liście roślin zagrożonych w Polsce. Z rzadkich w Polsce roślin rośnie tutaj m.in. pępawa różyczkolistna (w całych polskich Karpatach znana tylko z dwóch stanowisk), a przy szlaku z polany Wyrobek na Zamkową Górę również rzadki kruszczyk Muellera. W latach 1987–1988 na polanie zanotowano występowanie storczyków kukułka bzowa (Dactylorhiza sambucina) i storczyca kulista (Traunsteinera globosa). Na polanie gdzieniegdzie rosną kępy drzew i lasu. Duże bogactwo grzybów (ok. 80 gatunków). W 1992 r. naleziono tu m.in. takie rzadkie w Polsce gatunki jak kopułek lakmusowy (Cuphophyllus lacmus), wilgotnica cytrynowozielonawa (Hygrocybe citrinovirens), wilgotnica wypukła (Hygrocybe quieta), wilgotnica szara (Gliophorus irrigatus), goździeniec przydymiony (Clavaria fumosa), dzwonkówka brodawkowata (Entoloma papillatum), dzwonkówka pieniążnicowata (Entoloma platyphylloides), pępóweczka biaława (Gerronema albidum), stożkownica czapeczkowata (Porpolomopsis calyptriformis), purchawka łatkowata (Lycoperdon mammiforme), Tricholoma fracticum. Niektóre z nich w Polsce znane są tylko z Pienin. W 2009 r. na polanie odłowiono nowe dla Pienin gatunki chrząszczy z rodziny stonkowatych: Longitarsus parvulus, Phyllotreta armoraciae. W latach 1987–1988 znaleziono tu bardzo rzadki, w Polsce zagrożony wyginięciem gatunek porostu – trzonecznicę żółtawą Chaenotheca chrysocephala.

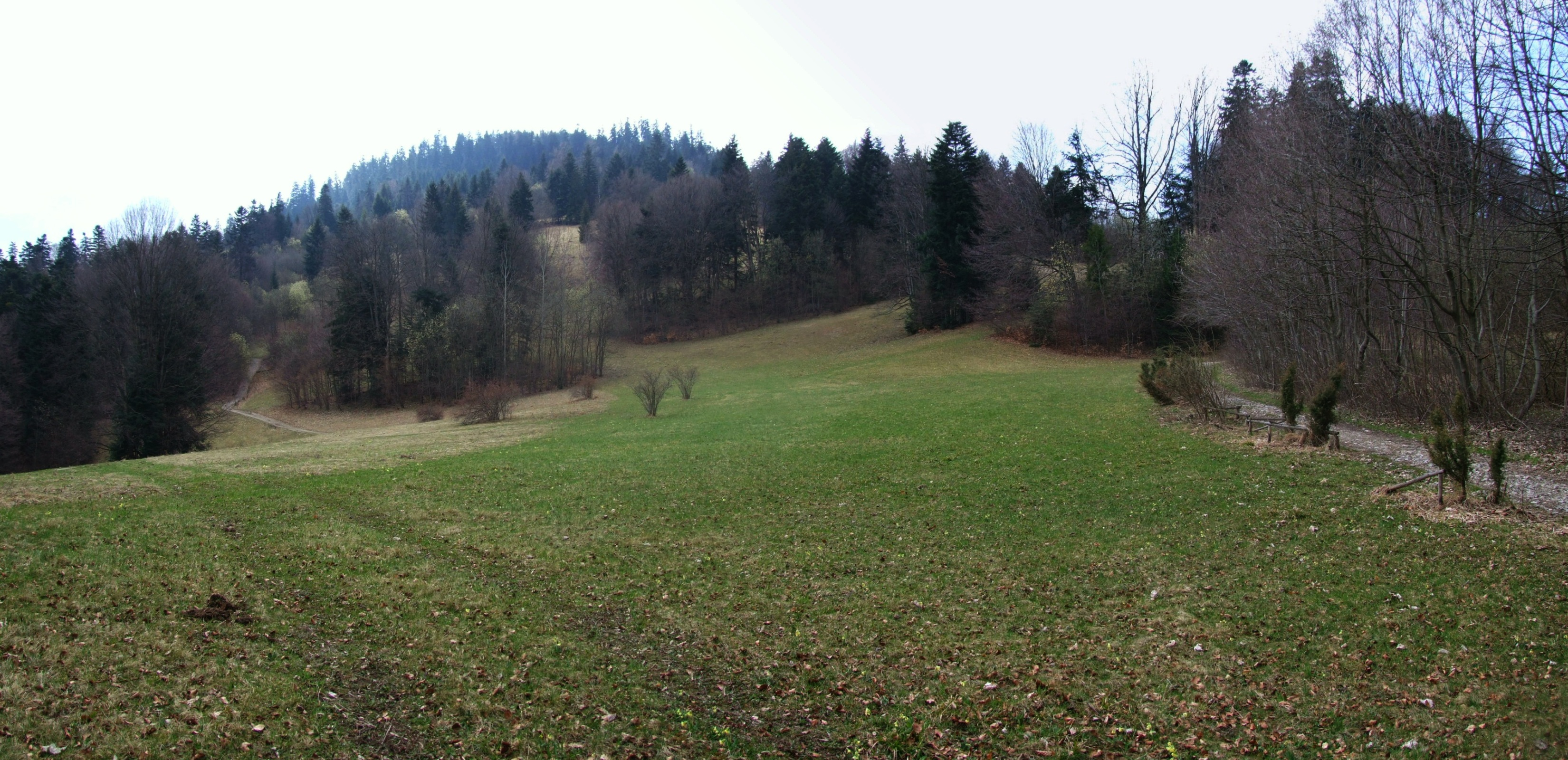
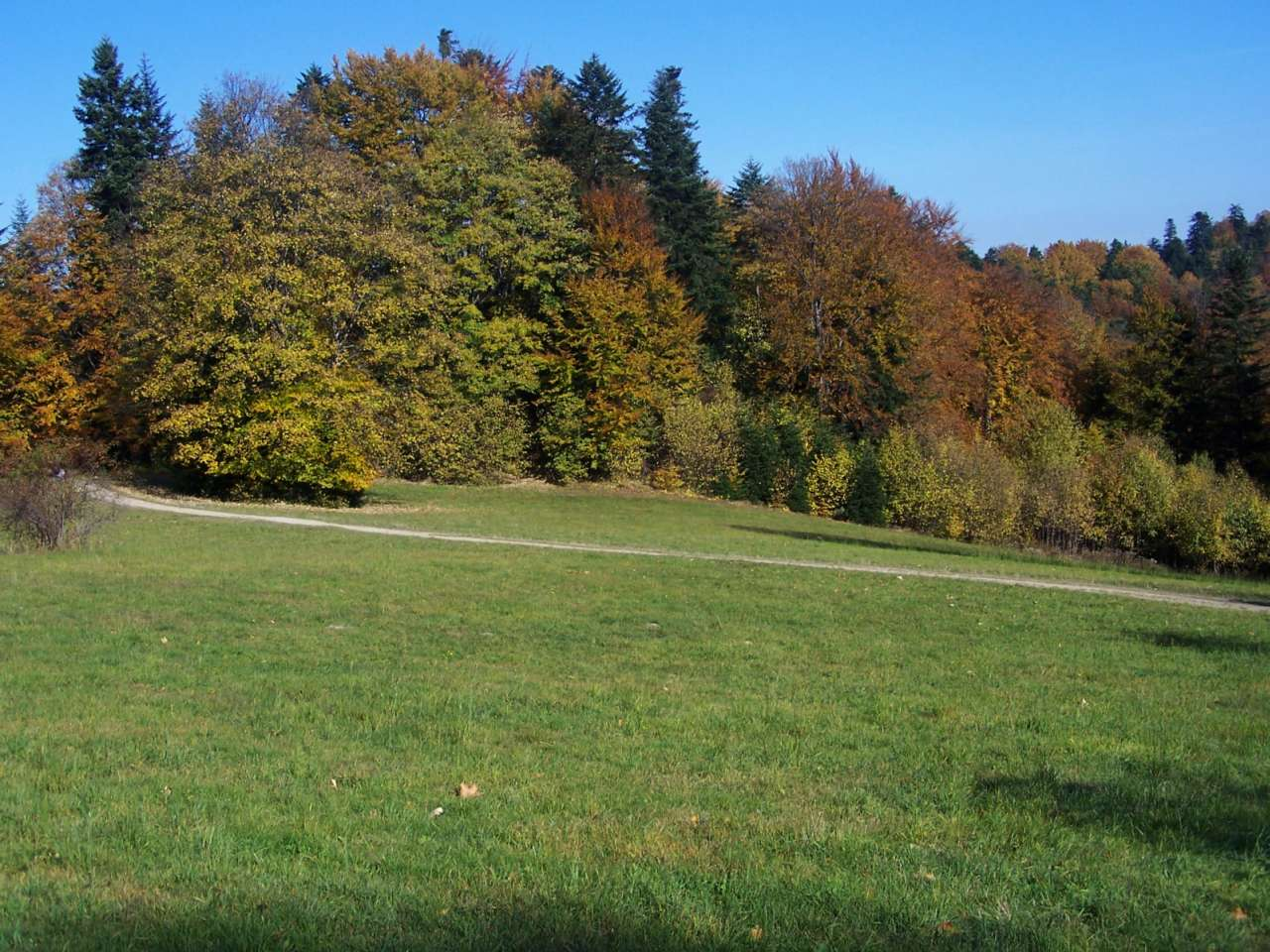
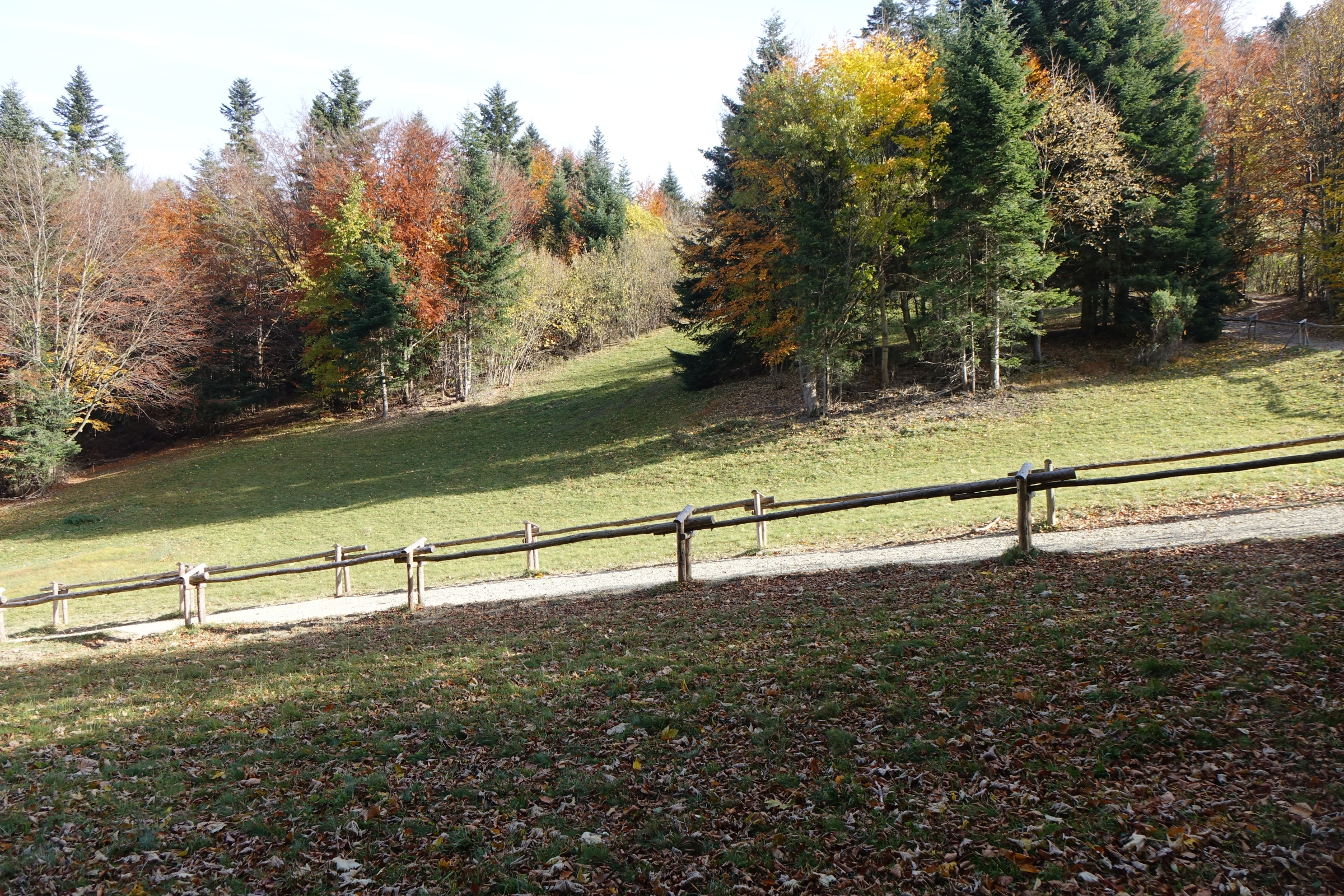
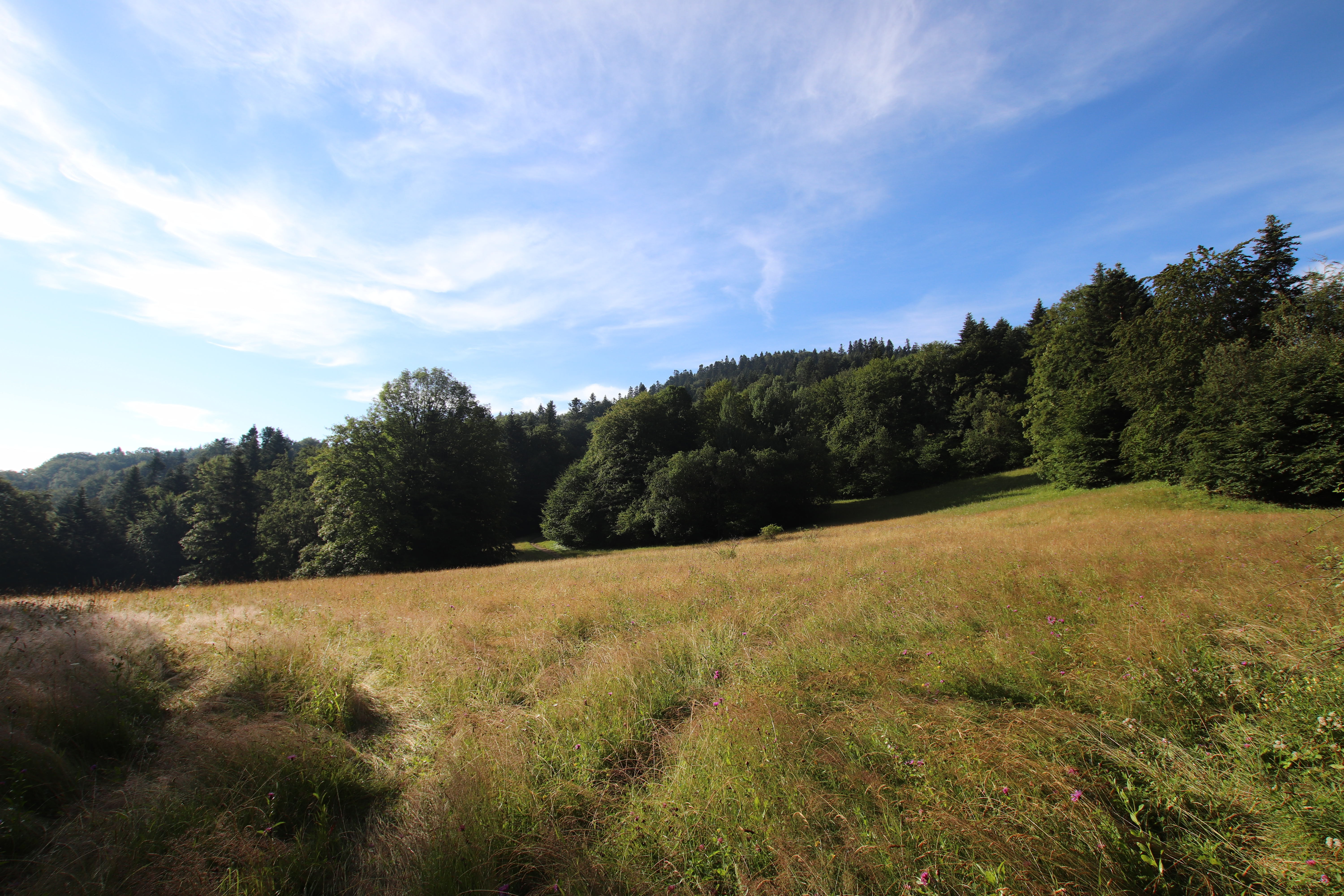

## Szlaki turystyczne
z Krościenka przez Bajków Groń i polanę Wyrobek na przełęcz Szopka. Czas przejścia: 1:40 h, ↑ 1:10 h
 z Bajkowego Gronia przez polanę Wyrobek, Zamkową Górę, Trzy Korony na przełęcz Szopka.